# Confluencia Segre-Noguera Ribagorzana
Segre-Noguera Ribagorzana (en catalán Aiguabarreig Segre-Noguera Ribagorçana) es un Lugar de Importancia Comunitaria situado en la provincia de Lérida, Comunidad Autónoma de Cataluña, España, es una zona húmeda, situada en el área en la que el río Segre recibe las aguas del río Noguera Ribagorzana -por su margen derecho-, así como las del río Corb -por el margen izquierdo-.
Esta zona húmeda ha sido protegida por el Plan de Espacios de Interés Natural (PEIN) de la Generalidad de Cataluña, mediante el Decreto 328/1992, y forma parte de la Red Natura 2000 (ES5130020 Confluencia Segre-Noguera Ribagorzana). Fue declarada por primera vez, como LIC, en 1997, como ZEPA, en 2005, y posteriormente fue ampliado como espacio Natura 2000 mediante el Acuerdo del Gobierno 112/2006, de 5 de septiembre, que aprueba la red Natura 2000 en Cataluña. Asimismo, mediante el Plan Especial se realizó su delimitación definitiva. Este plan complementa también el régimen normativo básico de protección establecido por el PEIN con determinaciones específicas para este espacio.

## Medio físico
Se trata de un espacio que ofrece un notable contraste paisajístico dentro de la llanura agrícola de la comarca del Segriá, especialmente por sus bosques de ribera bien constituidos y sus hábitats acuáticos. Abarca el curso fluvial del Noguera Ribagorzana desde aguas abajo de Corbins y el curso fluvial del Segre desde aguas abajo de Vilanova de la Barca, hasta la zona de confluencia de estos dos ríos, así como el curso del Segre aguas abajo de la confluencia, hasta poco antes del inicio de la zona húmeda Meandro del Mas del Segre. Incluye también el último tramo del río Corb, que se une con el Segre poco antes de la confluencia con la Noguera Ribagorzana.
Este espacio es una buena muestra de la morfología fluvial de los ríos pirenaicos que penetran en la cubeta de la Depresión Central. Sus terrazas fluviales cuaternarias son un buen testimonio de la historia geológica reciente. Los bosques de ribera, especialmente bien conservados en el tramo del Noguera Ribagorzana, son los mejores representantes de este tipo de vegetación en la Cataluña occidental.

## Biodiversidad
La función principal de los espacios naturales protegidos de Cataluña es conservar muestras representativas de la fauna, la flora y los hábitats propios del territorio, de forma que se puedan desarrollar los procesos ecológicos que dan lugar a la biodiversidad -la amplia variedad de ecosistemas y seres vivos: animales, plantas, sus hábitats y sus genes-.

## Flora
En cuanto a la vegetación, los bosques de ribera más frecuentes son las alamedas y las saucedas -con abundante Salix alba-, así como las alisedas. En la zona conocida como Dos Ríos, donde se produce la confluencia del Noguera Ribagorçana con el Segre, y en los riberales del río Corb, el bosque está constituido sobre todo por saucedas y choperas, con presencia de alisos Alnus glutinosa, álamos Populus alba y fresnos Fraxinus angustifolia. Los márgenes y las islas fluviales suele aparecer vegetación helofítica, en el que destacan el juncal y totoras con lirio amarillo y los juncales.

## Fauna
En cuanto a la fauna, destacan los invertebrados acuáticos, así como los pájaros. En este espacio nidifican, por ejemplo, el martinete (Nycticorax nycticorax), la garza imperial (Ardea purpurea), el chorlitejo chico (Charadrius dubius), el martín pescador (Alcedo atthis), el pájaro moscón europeo (Remiz pendulinus) y la oropéndola (Oriolus oriolus). Asimismo, es un punto importante para las aves en migración o invernada, especialmente para ardeidas y cormoranes (Phalacrocorax carbo). Entre los mamíferos, destaca la presencia de nutria (Lutra lutra).

## Impactos
Las principales amenazas que afectan al espacio son la destrucción del bosque de ribera por la expansión de cultivos, las extracciones de áridos, el empleo de los márgenes y zonas para infraestructuras diversas -que originan terraplenados, etc. - y la eutrofización y contaminación de las aguas. Las carreteras C-12 y C-13, que pasan sobre el espacio o quedan muy próximas, alteran la dinámica hidrológica, que se ve afectada también por las regulaciones de aguas realizadas en los embalses situados aguas arriba. Hay también vertidos de residuos en numerosos puntos, así como presencia de abundantes especies exóticas (ailantos, etc.). En el margen derecho de la Noguera, justo antes de la C-12, se ha producido una importante ocupación de los márgenes, con balsas artificiales de uso desconocido.